# 미키 하지메
미키 하지메(일본어: 三木 肇, 1977년 4월 25일 ~ )는 일본의 전 프로 야구 선수이자 야구 지도자이며, 현재 퍼시픽 리그인 도호쿠 라쿠텐 골든이글스 2군 감독이다. 오사카부 오사카시 스미노에구 출신이며 현역 시절 포지션은 내야수였다.

## 인물

### 프로 입단 전·프로 야구 선수 시절
우에노미야 고등학교 시절에는 고교 통산 23홈런을 기록할 정도의 간판 타자로 알려지면서 1995년 프로 야구 드래프트 회의에서 후쿠도메 고스케(긴테쓰가 지명권 획득), 사와이 료스케(지바 롯데가 지명권 획득)와 제비뽑기에서 패한 야쿠르트 스왈로스로부터 1순위 지명(낙첨 1순위)을 받고 입단했다.
2001년에는 79경기에 출전했지만 시즌 타율이 2할을 넘지 못할 정도의 저조한 성적을 남겨서 수뇌진들로부터 평가를 얻지 못했다. 2002년 이후에는 시로이시 노리유키와 노구치 요시유키의 성장, 다나카 히로야스 등의 입단도 있어서 내야수의 대기 선수 자리조차도 굳히지 못하는 시즌이 계속되고 있었다. 2004년에는 타격 요령에 눈을 뜬 것을 기해 스위치히터로 전향했는데 그 해에는 26타수 7안타를 기록했고 이듬해 2005년에는 11타수 4안타를 기록하여 출전 기회는 적었지만 어느 정도의 결과를 남겼다. 2007년 10월 9일에는 대타로 현역 마지막 경기에 출전한 후루타 아쓰야 선수 겸임 감독의 대주자로 기용됐다.
2008년에는 가와시마 게이조, 하시모토 요시타카, 오시모토 다케히코와의 맞트레이드로 후지이 슈고, 사카모토 야타로 등과 함께 홋카이도 닛폰햄 파이터스에 이적했다. 그 해 6월 8일에 3타수 2안타 1볼넷, 2루타를 포함해 2타점을 기록하는 맹활약으로 프로 13년째에 처음으로 히어로 인터뷰의 주인공이 되는 경험을 했다. 같은 해 10월 23일에 현역에서 은퇴했다.

### 그 후
2009년에 닛폰햄의 2군 내야 수비 주루 코치로 부임했고 2012년에는 1군 내야 수비 코치로 승격됐다. 이듬해 2013년 10월 14일에 닛폰햄을 퇴단했다.
2013년 10월 23일에 2014년 시즌부터 도쿄 야쿠르트 스왈로스 2군 내야 수비 주루 코치로 부임했다는 사실이 언론에 발표됐다. 이듬해 2015년에는 1군 작전 겸 내야 수비 주루 코치로 승격됐고 그 다음해인 2016년에는 1군 수석 코치 겸 내야 수비 주루 코치로 승격됐다. 2017년에는 1군 수석 코치로 부임했고 2018년에는 2군 수석 코치로 배치 전환됐다.
2019년에는 도호쿠 라쿠텐 골든이글스 2군 감독을 맡았고 같은 해 10월 11일에는 구단이 2020년부터 1군 감독을 맡게 됐다는 내용의 보도 자료를 발표했다. 또한 현역 시절에 59안타를 기록하여 1군 감독으로 부임한 사례는 전임 라쿠텐 감독인 히라이시 요스케의 39안타, 전 한큐 브레이브스, 닛폰햄 파이터스 감독인 우에다 도시하루의 56안타에 이은 최소 기록이다. 다만, 2020년  8월말까지 리그 선두 경쟁을 벌이다 결국 4위로 끝나며 클라이막스시리즈 진출에 실패하자   2021년 시즌을 앞두고 이시이 가즈히사가 일본프로야구 역사상 최초로 라쿠텐 골든이글스의 감독 겸 단장(GM)으로 선임되면서 1977년 아키야마 노보루(다이요) 이후 44년 만에 1군 감독에서 2군 감독으로 좌천당했으며 본인(미키)이 코치-2군감독-1군감독-2군감독 경력을 거친 데 비해 아키야마는 한 팀(다이요)에서 플레잉코치(63~64) - 1군 투수코치(68~73) - 수석코치(74) - 감독(75~76) - 2군감독(77)을 역임했다.

## 선수로서의 특징
잦은 손목 부상으로 인해 타격이 늘지 않았고 타격에 관해서는 신인 시절에 기대를 걸었던 만큼의 눈에 띈 성적을 남기지 못했다. 원래는 우타자였지만 빠른 발을 가졌다는 평가를 받아 양타자로 전향했다는 에피소드가 있다.
타격과는 대조적으로 빠른 발로 단순한 단거리 달리기 능력은 10대 시절에 절정을 이뤘다고 본인이 《슈칸 베이스볼》과의 인터뷰에서 말했으며 그 쇠약함을 말년에는 주루·도루 기술 향상으로 보강했다고 말한 바있다. 그런 반면 뜬공으로 따라나가는 등의 실수도 다소 많이 보였다.
수비 범위는 넓었지만 리스트에 문제가 있었기 때문에 송구에 대한 신뢰도는 그리 높지 않았다. 특히 2루에서의 실책이 가장 많았다.

## 상세 정보

### 출신 학교
- 우에노미야 고등학교

### 선수 경력
- 야쿠르트 스왈로스·도쿄 야쿠르트 스왈로스(1996년 ~ 2007년)
- 홋카이도 닛폰햄 파이터스(2008년)

### 지도자 경력
- 홋카이도 닛폰햄 파이터스 2군 내야 수비 주루 코치, 1군 내야 수비 코치(2009년 ~ 2013년)
- 도쿄 야쿠르트 스왈로스 2군 내야 수비 주루 코치, 1군 작전 겸 내야 수비 주루 코치, 1군 수석 코치 겸 내야 수비 주루 코치, 2군 수석 코치(2014년 ~ 2018년)
- 도호쿠 라쿠텐 골든이글스 2군 감독(2019년)
- 도호쿠 라쿠텐 골든이글스 감독(2020년 ~ 2021년)
- 도호쿠 라쿠텐 골든이글스 2군 감독(2022년 ~ )

### 수상·타이틀 경력
- JA 전농 Go·Go상(호주루상: 2002년 4월)

### 개인 기록
- 첫 출장 : 1997년 4월 5일, 대 요미우리 자이언츠 2차전(도쿄 돔), 9회초에 하타 신지의 대주자로 출장
- 첫 도루 : 1998년 4월 4일, 대 요미우리 자이언츠 2차전(메이지 진구 야구장), 9회말에 2루 안착(투수: 발비노 갈베스, 포수: 스기야마 나오키)
- 첫 선발 출장 : 1999년 10월 4일, 대 히로시마 도요 카프 26차전(히로시마 시민 구장), 8번·2루수로 선발 출장
- 첫 안타 : 2000년 5월 25일, 대 히로시마 도요 카프 12차전(히로시마 시민 구장), 2회초에 다카하시 겐으로부터 유격 내야 안타
- 첫 홈런·첫 타점 : 2001년 8월 15일, 대 요코하마 베이스타스 18차전(메이지 진구 야구장), 8회말에 나카노와타리 스스무로부터 우월 2점 홈런

### 등번호
- 35(1996년 ~ 2007년)
- 33(2008년)
- 85(2009년 ~ 2013년)
- 88(2014년 ~ )

### 연도별 타격 성적
| 연 도       | 소 속       | 경 기 | 타 석 | 타 수 | 득 점 | 안 타 | 2 루 타 | 3 루 타 | 홈 런 | 루 타 | 타 점 | 도 루 | 도 루 자 | 희 생 번 | 희 생 플 | 볼 넷 | 고 4 | 사 구 | 삼 진 | 병 살 타 | 타 율 | 출 루 율 | 장 타 율 | O P S |
| ----------- | ----------- | ----- | ----- | ----- | ----- | ----- | ------- | ------- | ----- | ----- | ----- | ----- | -------- | -------- | -------- | ----- | ---- | ----- | ----- | -------- | ----- | -------- | -------- | ----- |
| 1997년      | 야쿠르트    | 19    | 7     | 7     | 3     | 0     | 0       | 0       | 0     | 0     | 0     | 0     | 0        | 0        | 0        | 0     | 0    | 0     | 3     | 0        | .000  | .000     | .000     | .000  |
| 1998년      | 야쿠르트    | 4     | 0     | 0     | 1     | 0     | 0       | 0       | 0     | 0     | 0     | 1     | 0        | 0        | 0        | 0     | 0    | 0     | 0     | 0        | ----  | ----     | ----     | ----  |
| 1999년      | 야쿠르트    | 5     | 8     | 7     | 0     | 0     | 0       | 0       | 0     | 0     | 0     | 0     | 0        | 0        | 0        | 1     | 1    | 0     | 4     | 0        | .000  | .125     | .000     | .125  |
| 2000년      | 야쿠르트    | 16    | 13    | 11    | 1     | 2     | 0       | 0       | 0     | 2     | 0     | 0     | 0        | 2        | 0        | 0     | 0    | 0     | 3     | 0        | .182  | .182     | .182     | .364  |
| 2001년      | 야쿠르트    | 79    | 87    | 71    | 18    | 9     | 1       | 0       | 1     | 13    | 3     | 8     | 0        | 11       | 0        | 5     | 0    | 0     | 17    | 1        | .127  | .184     | .183     | .367  |
| 2002년      | 야쿠르트    | 45    | 113   | 100   | 9     | 24    | 3       | 0       | 0     | 27    | 7     | 7     | 1        | 5        | 0        | 7     | 0    | 1     | 23    | 1        | .240  | .296     | .270     | .566  |
| 2003년      | 야쿠르트    | 26    | 8     | 7     | 4     | 1     | 0       | 0       | 0     | 1     | 0     | 4     | 1        | 1        | 0        | 0     | 0    | 0     | 2     | 0        | .143  | .143     | .143     | .286  |
| 2004년      | 야쿠르트    | 43    | 29    | 26    | 10    | 7     | 0       | 0       | 1     | 10    | 1     | 0     | 0        | 0        | 0        | 2     | 0    | 1     | 8     | 0        | .269  | .345     | .385     | .729  |
| 2005년      | 야쿠르트    | 23    | 11    | 11    | 4     | 4     | 0       | 1       | 0     | 6     | 1     | 1     | 0        | 0        | 0        | 0     | 0    | 0     | 2     | 0        | .364  | .364     | .545     | .909  |
| 2006년      | 야쿠르트    | 59    | 27    | 27    | 5     | 4     | 0       | 0       | 0     | 4     | 0     | 8     | 3        | 0        | 0        | 0     | 0    | 0     | 7     | 0        | .148  | .148     | .148     | .296  |
| 2007년      | 야쿠르트    | 23    | 9     | 8     | 3     | 0     | 0       | 0       | 0     | 0     | 0     | 1     | 1        | 1        | 0        | 0     | 0    | 0     | 3     | 1        | .000  | .000     | .000     | .000  |
| 2008년      | 닛폰햄      | 17    | 31    | 28    | 5     | 8     | 2       | 0       | 0     | 10    | 2     | 0     | 1        | 1        | 0        | 2     | 0    | 0     | 7     | 0        | .286  | .333     | .357     | .690  |
| 통산 : 12년 | 통산 : 12년 | 359   | 343   | 303   | 63    | 59    | 6       | 1       | 2     | 73    | 14    | 30    | 7        | 21       | 0        | 17    | 1    | 2     | 79    | 3        | .195  | .242     | .241     | .483  |